# Alexia af Nederlandene
Prinsesse Alexia af Nederlandene, Prinsesse af Oranien-Nassau (Alexia Juliana Marcela Laurentien født den 26. juni 2005) er den anden datter af Willem-Alexander af Nederlandene og hans hustru, dronning Máxima af Nederlandene. Prinsesse Alexia er medlem af det nederlandske kongehus og nummer to i arvefølgen til den nederlandske trone. 